# Café Moderno (Pontevedra)
Le Café Moderno est un bâtiment art nouveau et éclectique situé sur la Place Saint-Joseph à Pontevedra en Espagne. C'est le bâtiment ayant un intérieur art nouveau le plus important de la ville. Il est actuellement le siège d'un des centres socioculturels de Pontevedra de Afundación, appartenant à la banque Abanca.

## Histoire
À l'endroit où le bâtiment a été érigé se trouvait l'ancien Pazo des Gago de Mendoza. Il a été promu par le riche natif de Pontevedra qui est revenu de Cuba, Bernardo Martínez-Bautista Herrera, et a été achevée en 1902. On peut voir ses initiales sur la porte d'entrée ainsi que la date d'achèvement (BMB 1902). Il a été conçu pour abriter un bâtiment de deux étages avec quatre logements (deux par étage), parmi lesquels celui du bourgeois Martínez-Bautista lui-même au premier étage et un rez-de-chaussée pour accueillir le Café Moderno. Dans l'appartement du deuxième étage à gauche est né en 1913 le grand architecte pontevedrien, maître du mouvement moderne en Espagne, Alejandro de la Sota.
En l'an 1903, Valentín García Termes aménage les salles du rez-de-chaussée et le 30 mai 1903, le Café Moderno, référence artistique en matière d'architecture intérieure commerciale, est inauguré. Il a également fonctionné comme un lieu de variétés et de spectacles et a eu le premier cinématographe de la ville en 1904.
Le Café Moderno devint un centre littéraire et artistique où se forgeaient les nouvelles idéologies républicaines, socialistes et galléguistes. Des personnages tels que Castelao, Valentín Paz-Andrade, Alexandre Bóveda, et Ramón Cabanillas se sont rencontrés dans ses salles. En 1932, le Café Moderno accueillit également Federico García Lorca.
C'est au Café que le premier Statut d'autonomie de la Galice a été écrit. Avec l'arrivée du militarisme en 1936, son activité a diminué et après quelques décennies sans activité, il a fini par fermer ses portes.
Le bâtiment a été acquis en 1973 par la Caisse Rurale Provinciale de Pontevedra pour être utilisé comme siège de l'entité, dont l'activité a débuté en janvier 1974.
En juillet 1998, l'architecte Alvaro Siza a entrepris la rénovation complète du bâtiment pour la Fondation Caixa Galicia. Les éléments décoratifs (notamment les fresques et les peintures) ont été récupérés, tant au rez-de-chaussée que dans les habitations. Le 24 octobre 2000 le café a rouvert ses portes. Le rez-de-chaussée fonctionne toujours comme un café et les étages supérieurs sont des salles d'exposition  et des bureaux.

## Construction et style
Le bâtiment a une façade en pierre décorée de façon éclectique et des galeries en fer forgé. Elle présente un traitement géométrique des éléments ornementaux, certains classiques, tels que les palmettes sur la corniche et les moellons non biseautés en bandes continues le long de la façade. Une large et élégante entrée mène à l'escalier en bois du bâtiment.
L'utilisation de trois matériaux est remarquable : la maçonnerie de granit, la fonte et le bois. Au rez-de-chaussée, les vitres aux motifs floraux stylisés rappellent les anglais Arts and Crafts. La fonte est répartie sur plusieurs éléments de la maison, comme les balcons des façades, les colonnes corinthiennes du rez-de-chaussée dans les salles du Café Moderno, la balustrade de l'escalier central ou l'escalier menant au jardin.
L'arrière du bâtiment est entièrement couvert par une grande galerie en bois qui repose sur le sol sur des piliers de pierre. On accède au jardin par le premier étage à gauche. Le jardin est équipé pour les loisirs familiaux avec des espèces tropicales, des kiosques, des haies et des fontaines.
L'intérieur du bâtiment Café Moderno est le meilleur exemple d'Art Nouveau dans la ville. La maison de Bernardo Martinez-Bautista est la seule qui avait des plafonds et des murs décorés. Les salles lumineuses du Café contiennent les miroirs et les lampes d'origine et des exemples des modèles français, floraux et classiques avec lesquels la bourgeoisie espagnole décorait ses logements dans la seconde moitié du XIXe siècle. La décoration intérieure comprend les toiles comiques de Monteserín, du début du XXe siècle et les trois toiles historico-mythologiques de Carlos Sobrino incorporées en 1914, ainsi que les paysages de Pintos Fonseca (1940) et la peinture murale de Laxeiro (1949).

## Culture
À l'extérieur, sur la place San José, se trouve le Monument à la Tertulia ou Literary Circle in Modern Coffee, qui recrée les rencontres des plus importants intellectuels galiciens du premier tiers du XXe siècle comme Castelao, Alexandre Bóveda, Valentín Paz-Andrade ou Ramón Cabanillas, qui se réunissaient dans la ville, étant le lieu de rencontre par excellence le Café Moderno. À l'intérieur du Café, il y a également un monument de ces célèbres intellectuels.

## Galerie

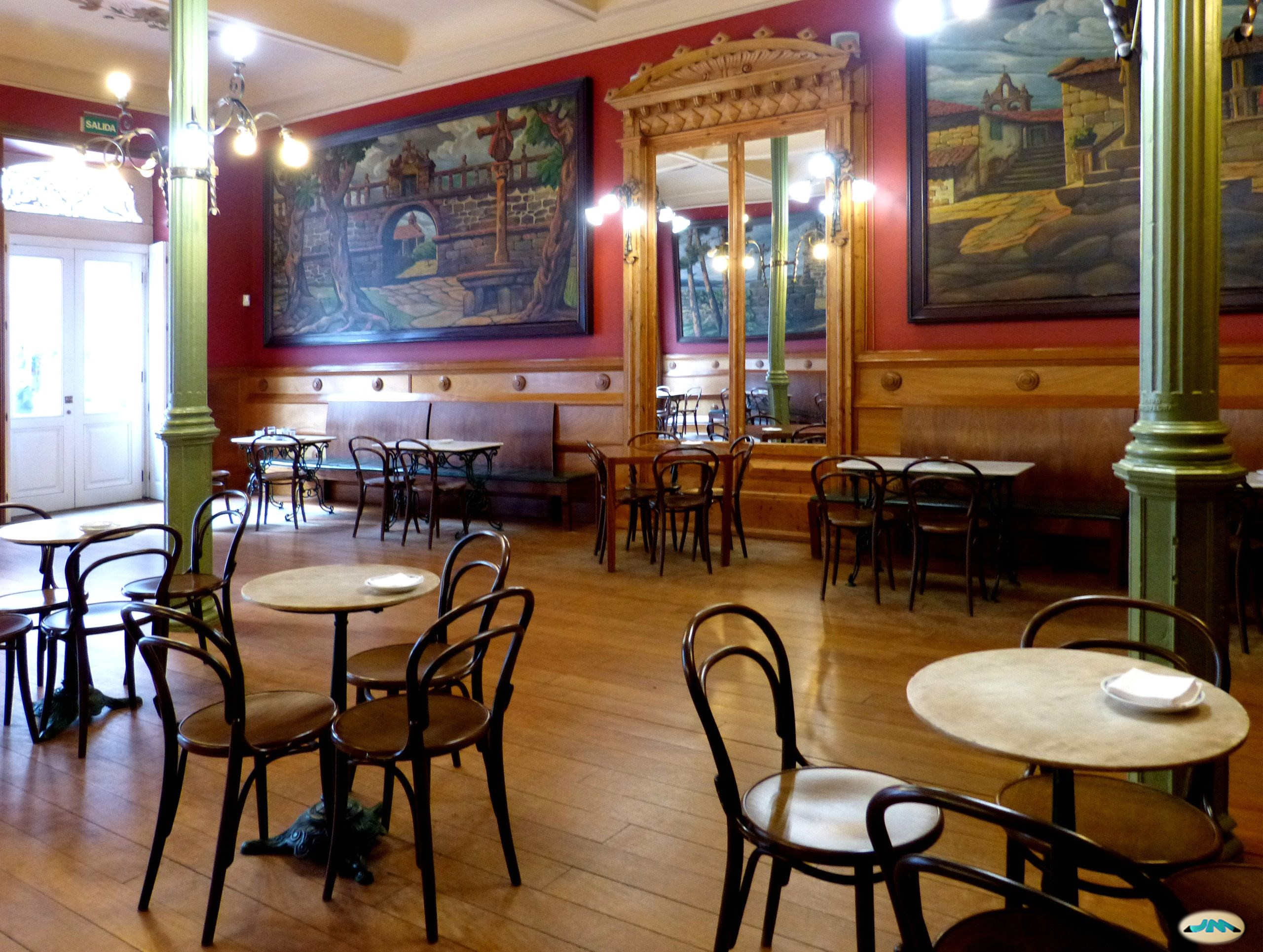
Intérieur Art Nouveau
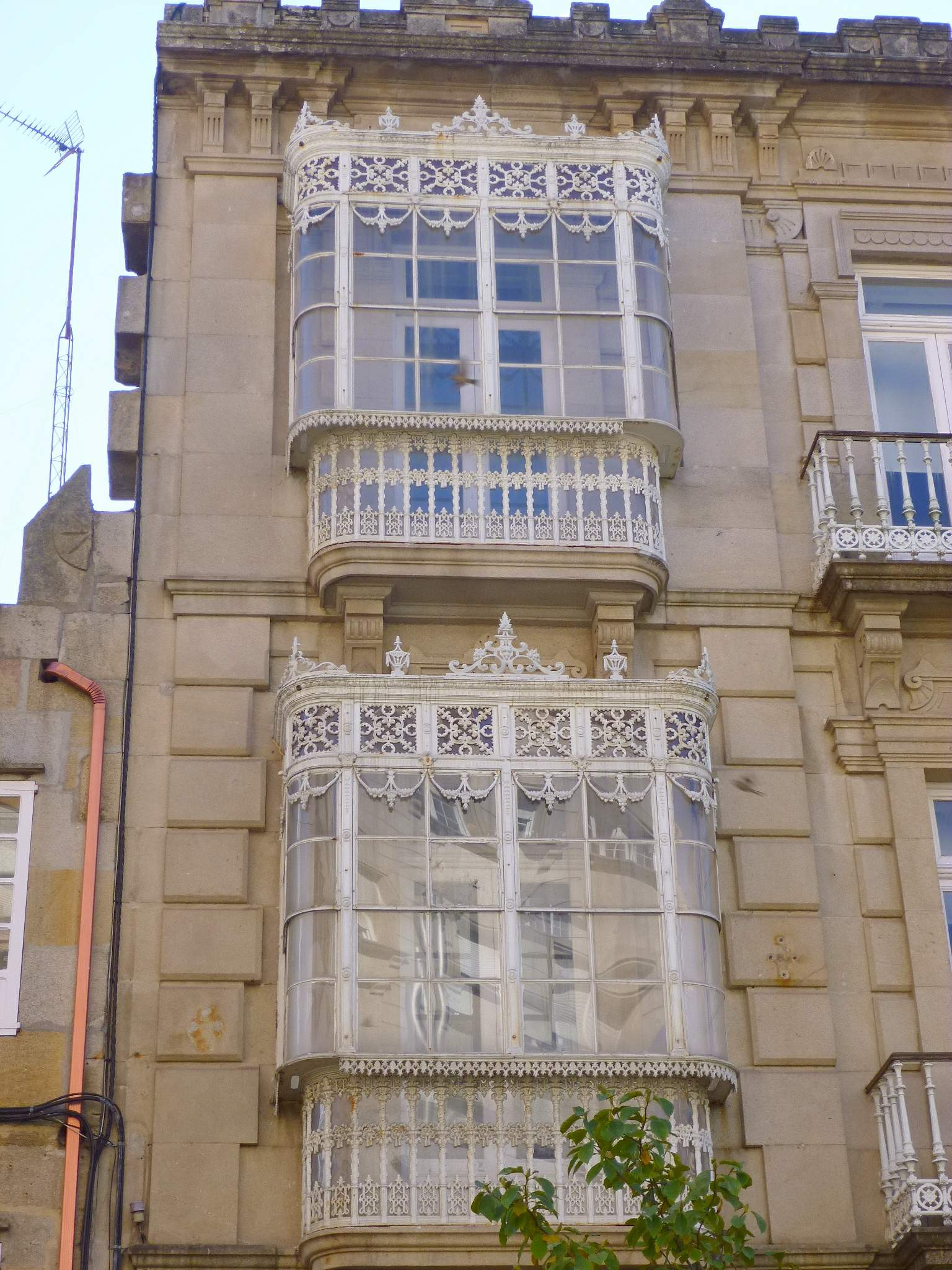
Galerie Art Nouveau
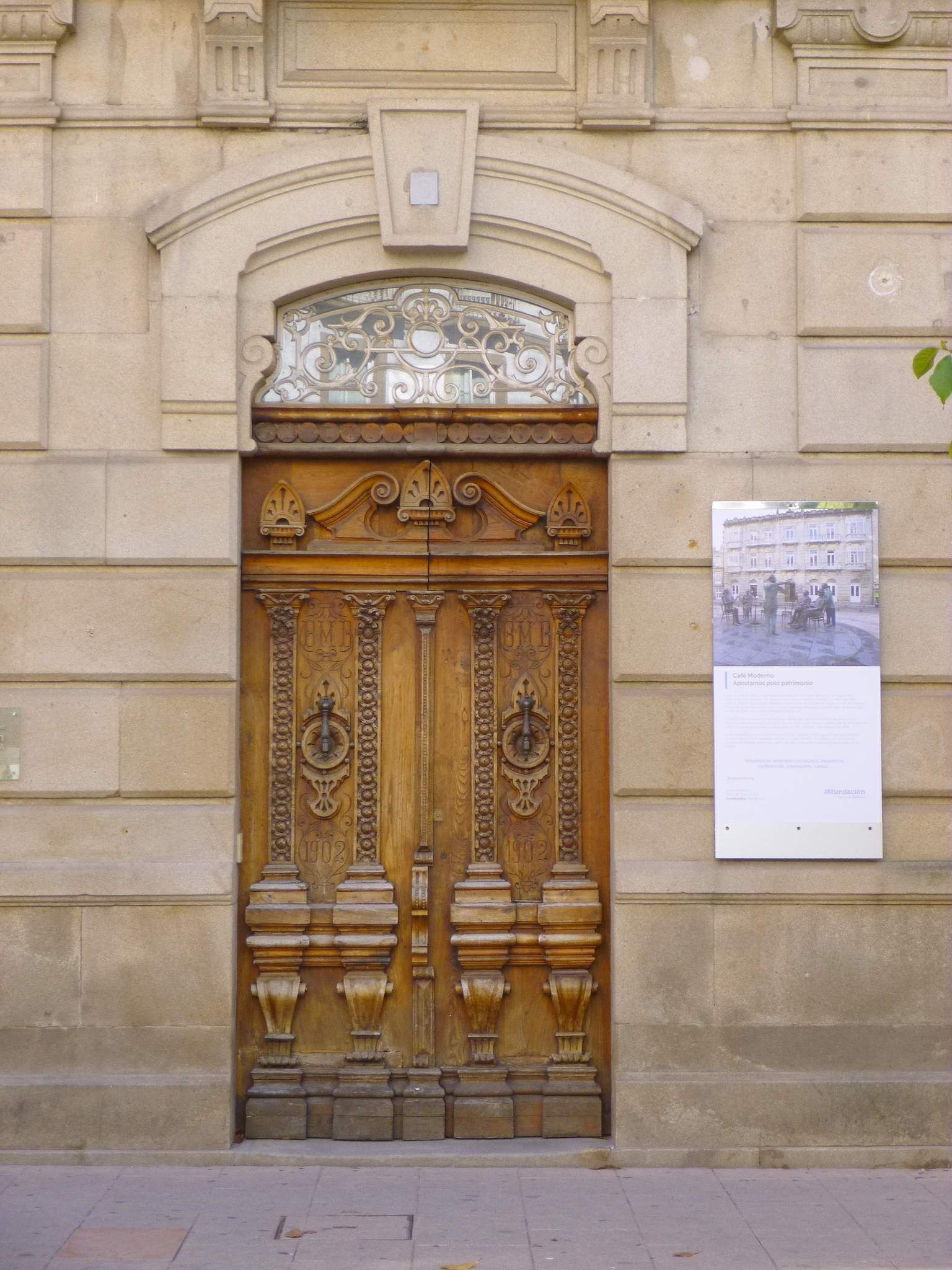
Porte d'entrée au bâtiment avec ses initiales et la date d'achèvement (BMB 1902).
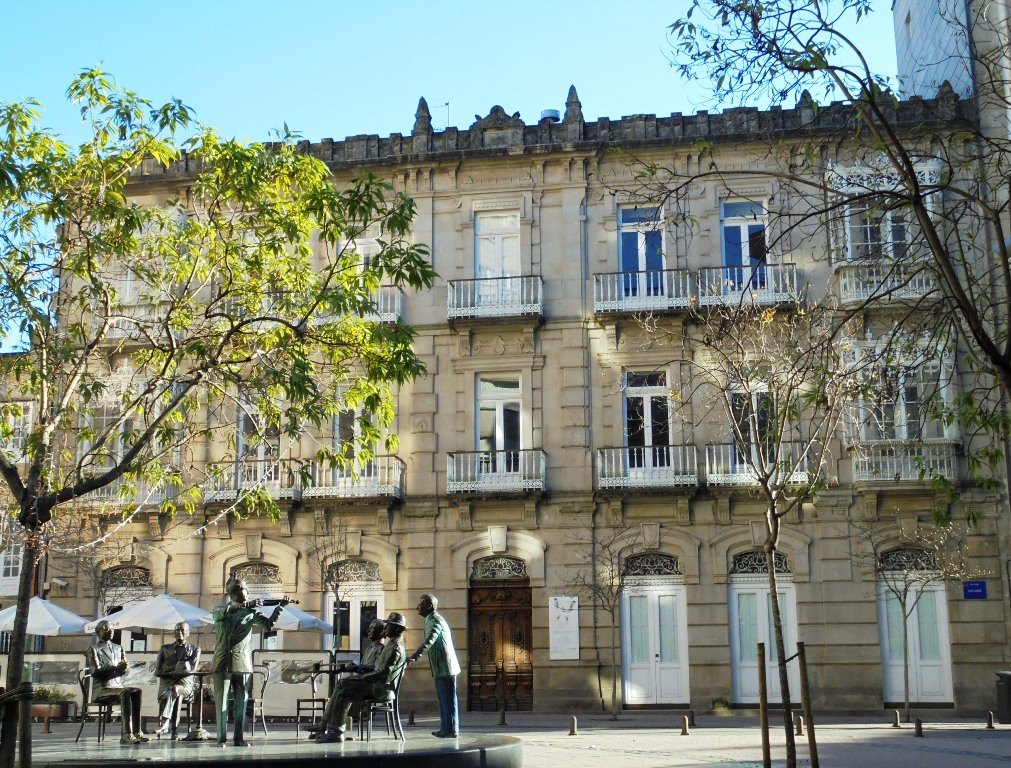
Façade et Monument à la Tertulia
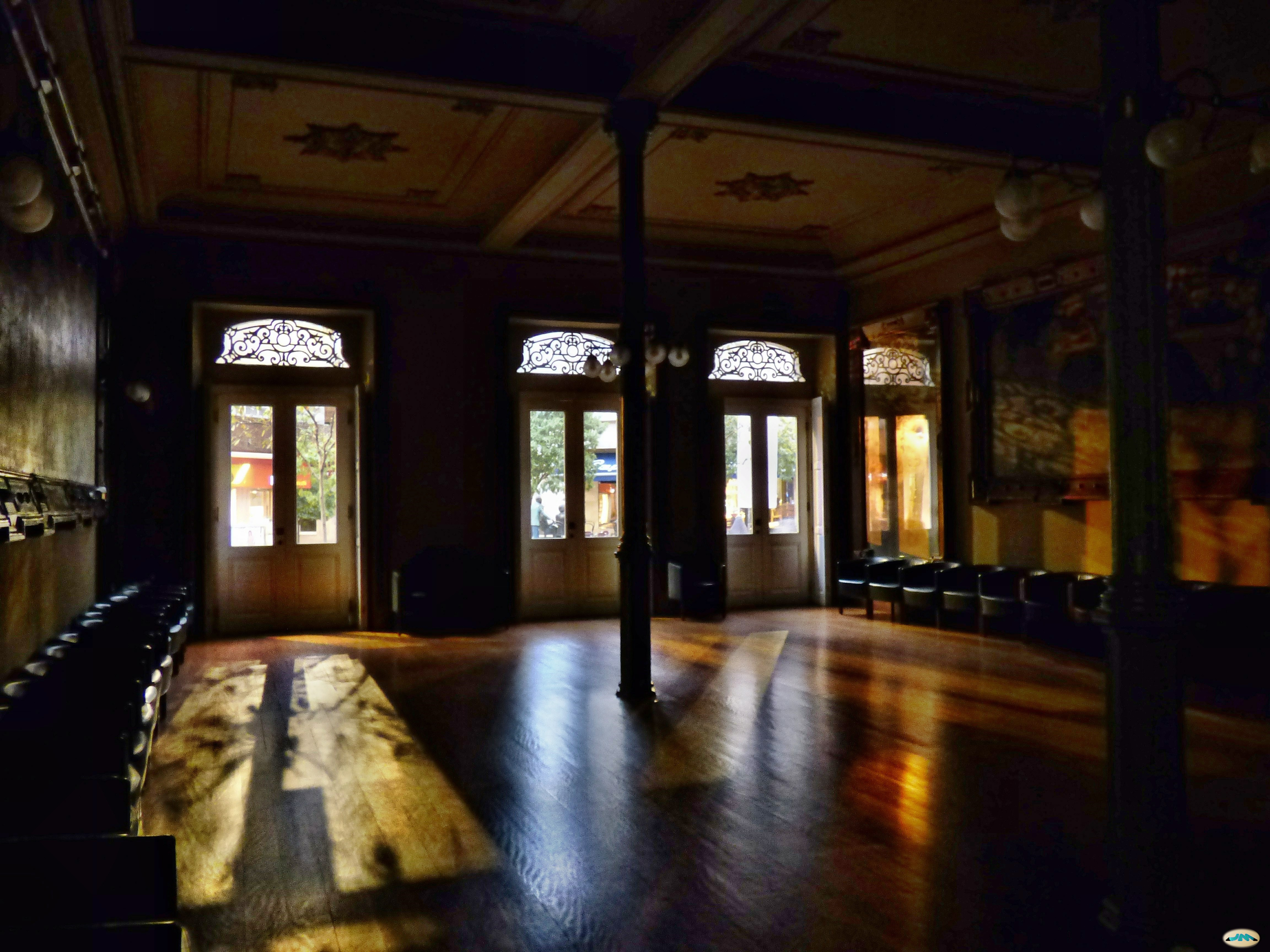
Intérieur
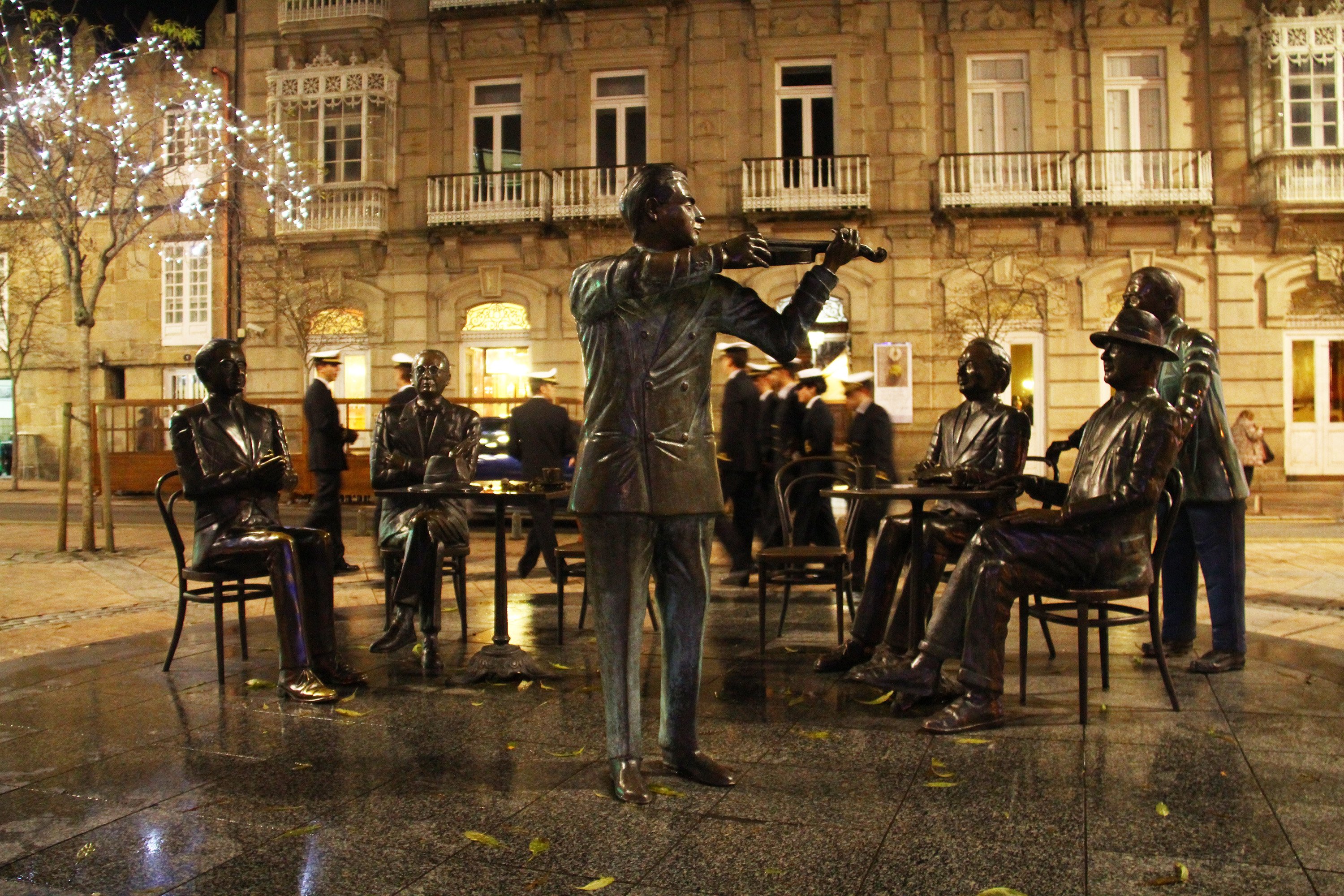
Monument à la Tertulia devant le Café
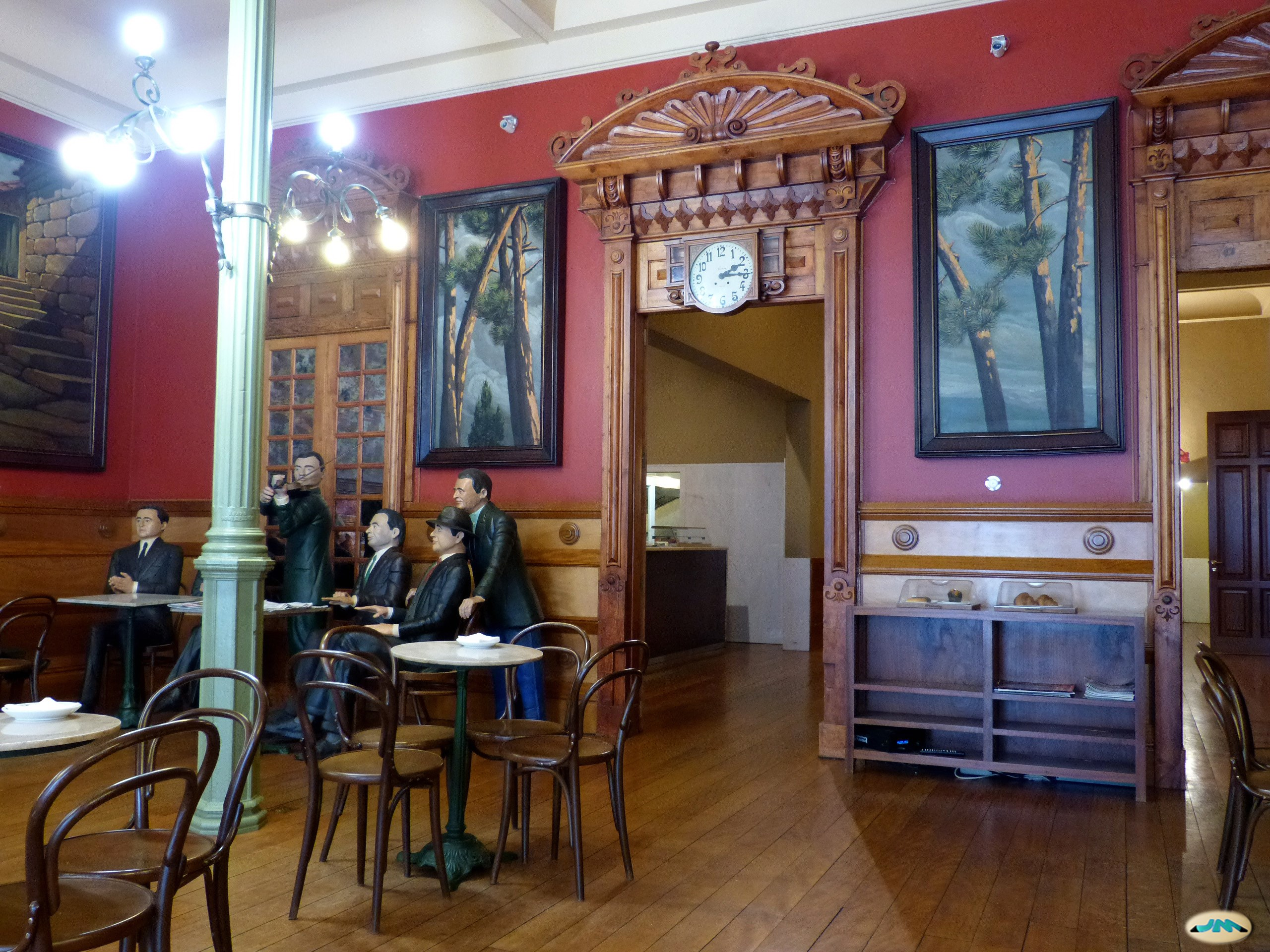
Monument à la Tertulia à l'intérieur du café
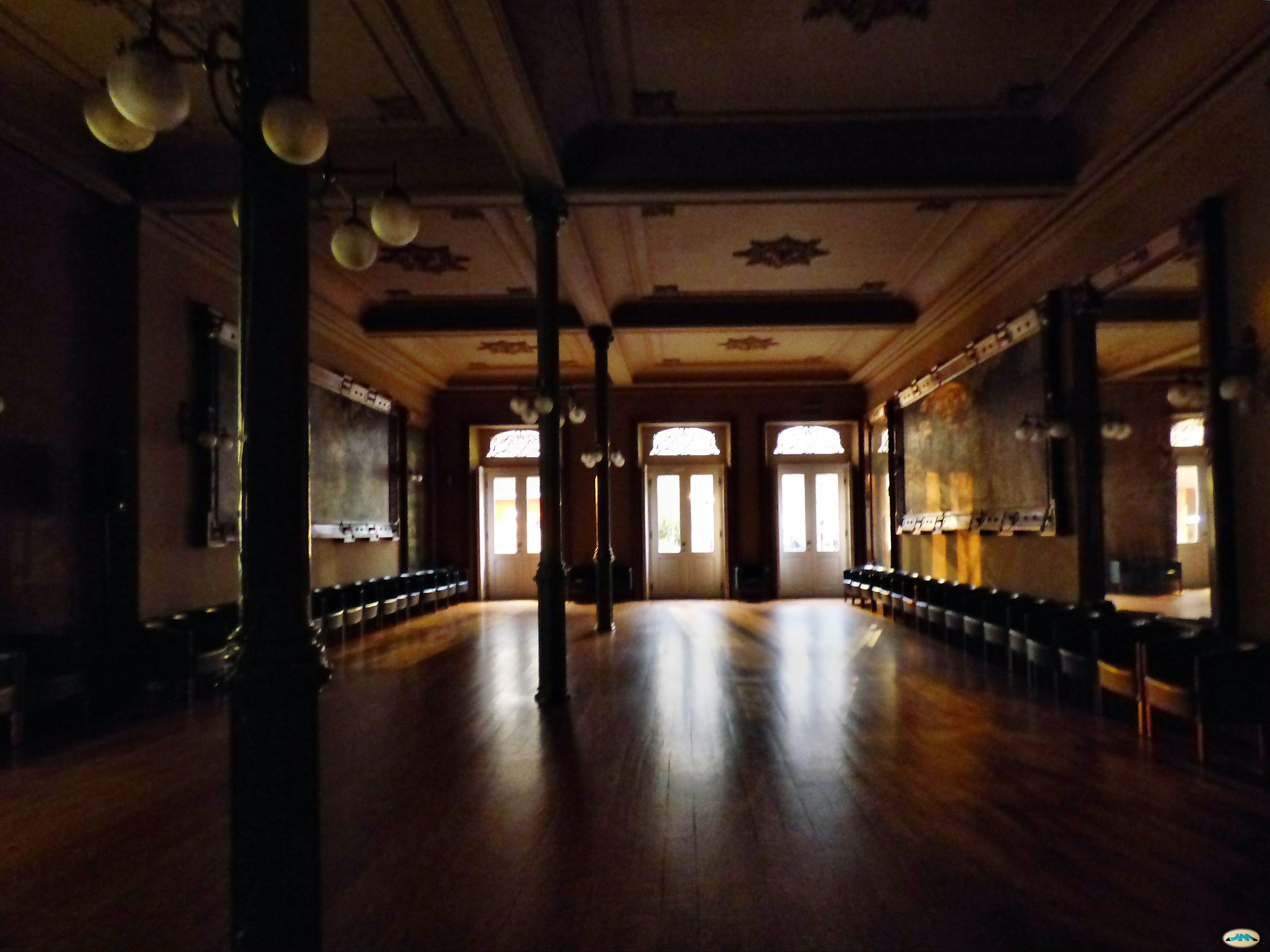
Salon à l'intérieur

## Voir également

### Autres articles
- Monument à la Tertulia (Cercle Littéraire au Café Moderno)
- Alejandro de la Sota
- Villa Pilar
- Poste centrale de Pontevedra
- Bâtiment Gran Garaje